# Wapen van Zuid- en Noord-Schermer

Wapen van Zuid- en Noord-Schermer

Het wapen van Zuid- en Noord-Schermer werd op 22 oktober 1817 bij besluit van de Hoge Raad van Adel aan de Nederlandse gemeente Zuid- en Noord-Schermer bevestigd. De gemeente Zuid- en Noord-Schermer ging op 1 augustus 1970 op in de nieuwe gemeente Schermer. In het wapen van de gemeente Schermer keert de snoek terug als verwijzing naar dit wapen.

## Beschrijving
De beschrijving van het wapen luidt als volgt:
Van lazuur beladen met twee snoeken van goud, geplaatst en fasce.
De heraldische kleuren zijn: goud (geel) en azuur (blauw). Het wapen is in de rijkskleuren uitgevoerd.

## Geschiedenis
Het zegel met daarin 2 zwemmende snoeken werd in 1608 door de Staten van Holland en West-Friesland toegekend aan het dorp Zuidschermer. Vermoedelijk is het daarna meteen in gebruik genomen. De oudst tot nu toe bekende afdruk van dit zegel dateert uit 1654.

## Verwant wapen

Het wapen van de voormalige gemeente Schermer

Abbekerk
· Akersloot
· Andijk
· Ankeveen
· Anna Paulowna
· Assendelft
· Avenhorn
· Barsingerhorn
· Beemster
· Beets
· Bennebroek
· Berkenrode
· Berkhout
· Bijlmermeer
· Blokker
· Bovenkarspel
· Broek in Waterland
· Broek op Langedijk
· Buiksloot
· Bussum
· Callantsoog
· De Rijp
· Egmond
· Egmond aan Zee
· Egmond-Binnen
· Graft
·  Graft-De Rijp
· 's-Graveland
· Groet
· Grootebroek
· Grosthuizen
· Haarlemmerliede
· Haarlemmerliede en Spaarnwoude
· Harenkarspel
· Heerhugowaard
· Hensbroek
· Hoogkarspel
· Hoogwoud
· Ilpendam
· Jisp
· Kalslagen
· Katwoude
· Koedijk
· Koog aan de Zaan
· Kortenhoef
· Krommenie
· Kwadijk
· Langedijk
· Leimuiden
· Limmen
· Marken
· Middelie
· Midwoud
· Monnickendam
· Muiden
· Naarden
· Nederhorst den Berg
· Nibbixwoud
· Niedorp
· Nieuwe Niedorp
· Nieuwendam
· Nieuwer-Amstel
· Noord-Scharwoude
· Noorder-Koggenland
· Obdam
· Oosthuizen
· Opperdoes
· Oterleek
· Oude Niedorp
· Oudendijk
· Oudkarspel
· Oudorp
· Petten
· Ransdorp
· Schardam
· Scharwoude
· Schellingwoude
· Schellinkhout
· Schermer
· Schermerhorn
· Schoorl
· Schoten
· Sijbekarspel
· Sint Maarten
· Sint Pancras
· Sloten
· Spaarndam
· Spaarnwoude
· Spanbroek
· Twisk
· Urk
· Ursem
· Veenhuizen
· Venhuizen
· Warder
· Warmenhuizen
· Waverveen
· Weesp
· Weesperkarspel
· Wervershoof
· Wester-Koggenland
· Westwoud
· Westzaan
· Wieringen
· Wieringermeer
· Wieringerwaard
· Wijdenes
. Wijdewormer
. Wijk aan Zee en Duin
· Wimmenum
· Winkel
· Wognum
· Wormer
· Wormerveer
· Zaandam
· Zaandijk
· Zeevang
· Zijpe
· Zuid-Scharwoude
· Zuid- en Noord-Schermer
· Zwaag

Dorpswapens:
Hauwert
· Volendam
· Zwaagdijk-West